# Miguel María Azcárate
Miguel María de los Ángeles Rafael Luis Gonzaga Azcárate Vera de Villavicencio fue un militar y político mexicano, Gobernador del Distrito de México en el siglo XIX.
Realizó un estudio estadístico sobre los efectos de consumo, en el que escribió que 312.500 mujeres, de una población total de cinco millones de mexicanos, debían cubrir el consumo diario de tortillas.
Fue hijo del abogado Juan Francisco Azcárate Lezama y de Gertrudis Vera de Villavicencio.